# Prunus accumulans
Prunus accumulans là loài thực vật có hoa trong họ Hoa hồng. Loài này được (Koehne) C.L. Li & Aymard miêu tả khoa học đầu tiên năm 1997.